# Боббио-Пелличе
Боббио-Пелличе (итал. Bobbio Pellice, пьем. Beubi, окс. Buebi) — коммуна в Италии, располагается в регионе Пьемонт, в провинции Турин.
Население составляет 598 человек (2008 г.), плотность населения составляет 6 чел./км². Занимает площадь 93 км². Почтовый индекс — 10060. Телефонный код — 0121.

В коммуне 25 марта особо празднуется Благовещение Пресвятой Богородицы.

## Демография
Динамика населения:

## Администрация коммуны
- Официальный сайт: https://web.archive.org/web/20091002095325/http://www.comunebobbiopellice.it/